# Helmut Richter (Schriftsteller)

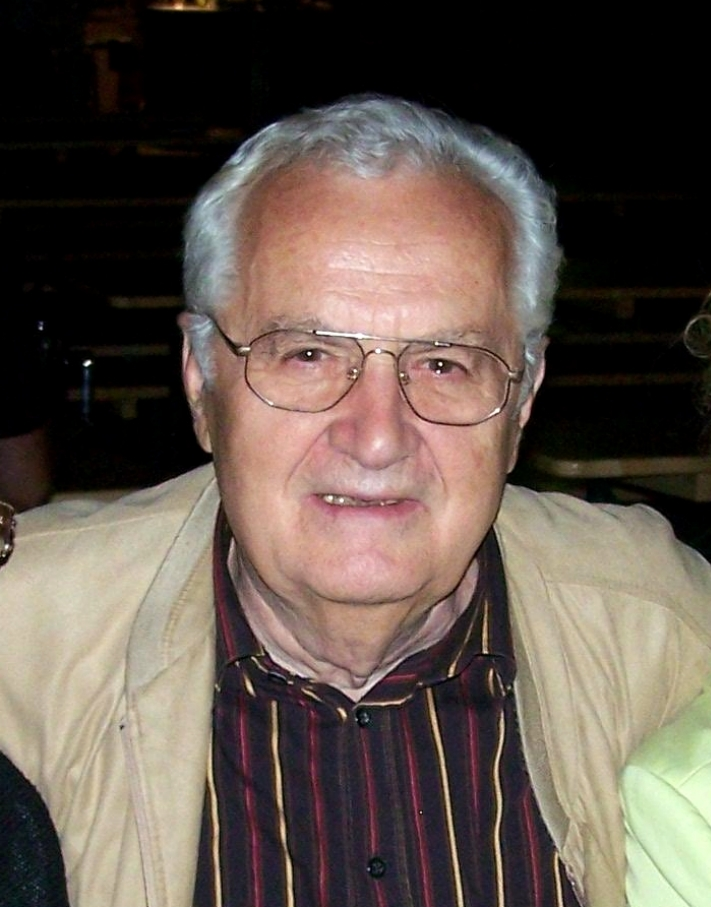
Helmut Richter (2008)

Helmut Richter (* 30. November 1933 in Freudenthal, Tschechoslowakei; † 3. November 2019 in Leipzig) war ein deutscher Lyriker, Schriftsteller und Textdichter. Besondere Bekanntheit erlangte er als Autor des Liedtextes Über sieben Brücken mußt du gehn, eines Titels, der vor allem mit der Gruppe Karat und mit Peter Maffay populär wurde.

## Leben und Werk
Am 30. November 1933 wurde Helmut Richter in Freudenthal (Nord-Mähren), jetzt Bruntál, Tschechien als Nachzügler und letztes von vier Kindern geboren. Sein Vater – ein Schneider – starb, als Richter sechs Jahre alt war. Mit elfeinhalb Jahren wurde er mit seiner Mutter am 11. Juni 1945 aus Freudenthal vertrieben und landete nach über sieben Wochen Umherirren zwischen Dahme (Mark) und Herzberg (Elster) schließlich in einem Dorf an der Elbe in Sachsen-Anhalt. Hier beendete er seinen achtjährigen Volksschulbesuch und begann als Landarbeiter, Gemeindesekretär und Traktorist zu arbeiten. Nach der Lehre als Maschinenschlosser in der Bleichert Transportanlagen Fabrik Sowjetische Aktien Gesellschaft (SAG) Leipzig N 22 machte er das Abitur an der Arbeiter-und-Bauern-Fakultät (ABF) und studierte Physik an der Karl-Marx-Universität Leipzig. Von 1958 bis 1961 arbeitete er als Prüfingenieur beim Amt für Meßwesen.
Von 1961 bis 1964 war Richter Student am Institut für Literatur „Johannes R. Becher“ in Leipzig, wo er in der Person des Dichters Georg Maurer auf einen seine Lyrik prägenden Lehrer traf.
Der Komponist Hanns Eisler nahm sechs Zeilen aus dem 1962 veröffentlichten Gedicht Helmut Richters Erwartung – Eine Frau zum XXII. Parteitag als Textgrundlage für den 5. Gesang seines Zyklus Ernste Gesänge für Bariton und Streichorchester, ein Werk, das am 6. September 1963, ein Jahr nach Eislers Tod, mit der Staatskapelle Dresden (Solist: Günther Leib) unter Otmar Suitner seine Uraufführung erlebte. Eisler hatte die von ihm ausgewählten Zeilen aus Richters Gedicht abweichend mit XX. Parteitag getitelt, jenem mit Nikita Chruschtschows Geheimrede versuchten Beginn einer Entstalinisierung in der UdSSR und den Staaten ihres Herrschaftsbereiches. Vier der acht von Eisler für den Vorspruch und sieben Gesänge verwendeten Texte stammen von Friedrich Hölderlin, je einer von Berthold Viertel, Giacomo Leopardi, Stephan Hermlin und Helmut Richter.
Nach seinem Studium war Helmut Richter freiberuflich als Journalist und Schriftsteller tätig und wurde 1969 Mitglied im Schriftstellerverband der DDR. Ab 1970 leitete er mehrere Jahre das Lyrik-Seminar am Institut für Literatur Johannes R. Becher, Leipzig. Im Jahr 1975 schrieb er die deutsch-polnische Liebesgeschichte Über sieben Brücken mußt du gehn, und als sich für diesen Stoff ein Jahr später das Fernsehen der DDR zu interessieren begann, schrieb Richter auch das Szenarium für den am 30. April 1978 ausgestrahlten gleichnamigen Fernsehfilm.
Im Jahr 1982 gründete Helmut Richter den jeweils zur Frühjahrs- und Herbstmesse erscheinenden Kulturalmanach Leipziger Blätter, als deren Cheflektor er bis 1989 fungierte.
Im Jahr 1980 ging Richter zurück ans Literatur-Institut, wo er als Dozent tätig und im Februar 1990 in Nachfolge von Hans Pfeiffer zum Direktor gewählt und zum Professor ernannt wurde. Unterstützt von Interventionen und Solidaritätsbekundungen solcher renommierten Autorinnen wie Elfriede Jelinek oder Peter Turrini gelang es Helmut Richter, den Studenten und auswärtigen Mitstreitern, die sächsischen Regierung von ihrem Beschluss vom 11. Dezember 1990 zur kompletten Auflösung und Abwicklung des Literarturinstitutes dahingehend abzubringen, dass eine Fortexistenz einer Hochschulausbildung für angehende Autoren innerhalb eines relativ selbstständigen Institutes der Universität Leipzig zugesichert wurde.

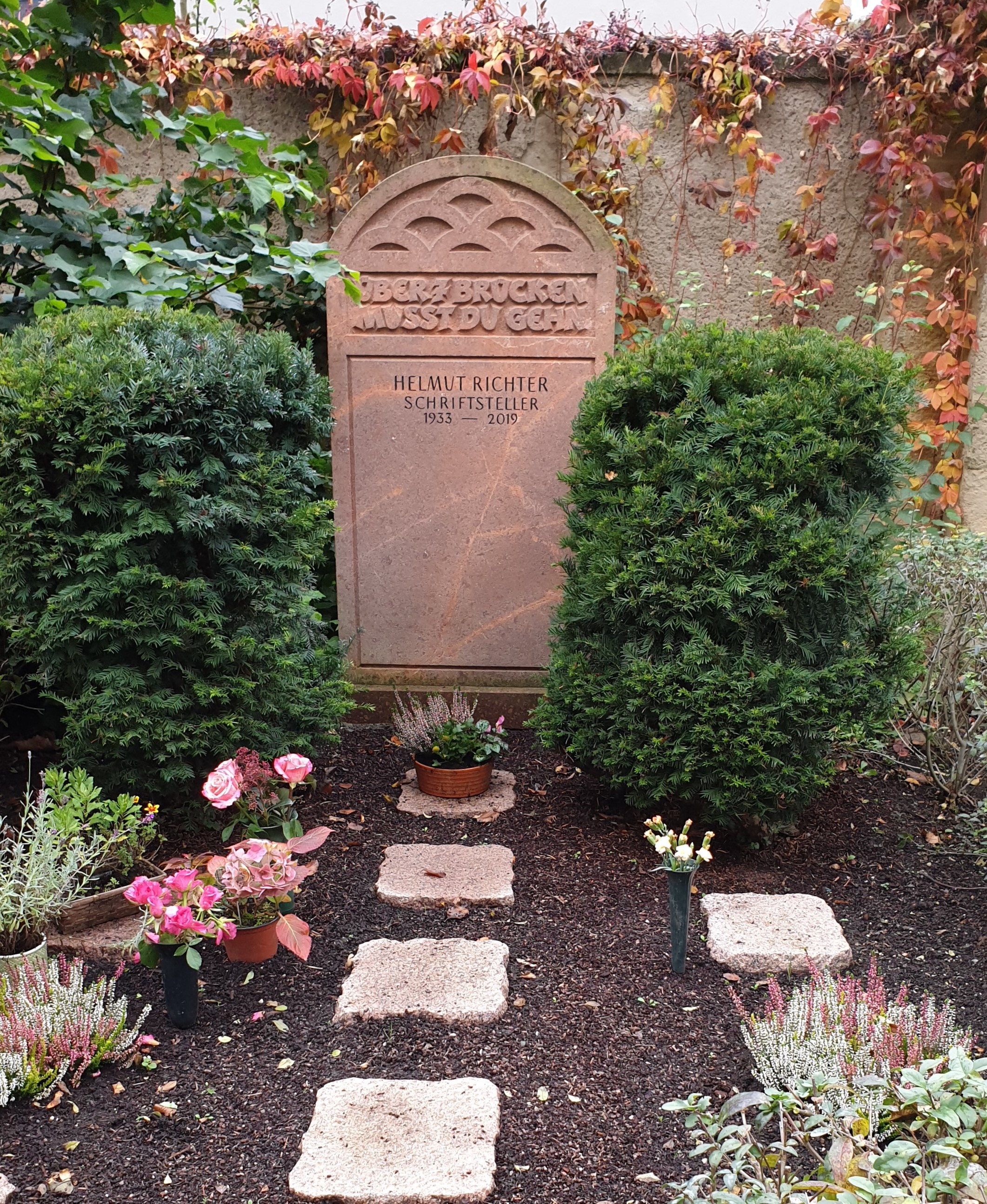
Grabstätte Helmut Richter

Nachdem der österreichische Lyriker und Action-Künstler Christian Ide Hintze an Sommerkursen des Literaturinstituts Leipzig teilgenommen hatte, gründete er gemeinsam mit Sonja Moor, Christian Loidl, Christine Huber und Gertraud Marinelli-König 1991 die Schule für Dichtung in Wien und bat Direktor Richter um einen Gastvortrag zur Geschichte und Arbeitsweise der Leipziger Autorenausbildung (siehe Zitate). Seinen bis Jahresende 1993 laufenden Vertrag kündigte Richter vorfristig zum 31. Dezember 1992. In dem diesbezüglichen Schreiben an den sächsischen Staatsminister für Wissenschaft und Kunst begründete Richter diesen Schritt mit „Voreingenommenheiten, Diskriminierungen, Denunziationen und Rufmordkampagnen“ gegen das Institut, die Kollegen Dozenten und seine Person. Ab Januar 1993 arbeitete er wieder freiberuflich als Schriftsteller.
Unter den vielen Gedichten, Erzählungen, Hörspielen und Fernsehfilmen aus seiner Feder wurde das von Ed Swillms komponierte und von Herbert Dreilich zusammen mit der Gruppe Karat interpretierte Lied der Titelmusik seines Filmes Über sieben Brücken musst du gehen zu einem internationalen Erfolg, der von zahlreichen namhaften Pop-Sängern gecovert wurde, darunter u. a. von Peter Maffay (1980), Vicky Leandros (1982), Erkan Aki & Xavier Naidoo (2001), Drafi Deutscher (2002), Josep Carreras mit Herbert Dreilich und Peter Maffay (2002), Puhdys (2003), Helene Fischer (2010), Matthias Reim (2013) oder Roland Kaiser (2016). Liesbeth List sang das Lied 1982 auf Niederländisch, Chris de Burgh veröffentlichte 2011 die englischsprachige Version Seven Bridges.
Helmut Richter lebte und arbeitete seit 1950 in Leipzig. Sein Grab befindet sich auf dem Friedhof Leipzig-Gohlis, Viertelsweg, wo am 11. Dezember 2019 die Beisetzung erfolgte.

## Werke

### Buch-Veröffentlichungen
- 1964: Erwartung – Eine Frau zum XXII. Parteitag der KPdSU (Gedicht, 1962) in: Mutterliebe – Mutter und Kind im Spiegel deutscher Dichtung aus acht Jahrhunderten, Herausgeberin: Barbara Neubauer, Verlag der Nation, Berlin
- 1967: Land fährt vorbei, Gedichte, Mitteldeutscher Verlag, Halle/Saale
- 1969: Bragullas Heimkehr, Erzählung, in: Manuskripte – Almanach mit neuer Prosa und Lyrik, Mitteldeutscher Verlag Halle, Seite 506–525
- 1969: Ballade von den Städtegründern in: Spiegel unseres Werdens – Mensch und Arbeit in der deutschen Dichtung von Goethe bis Brecht, Herausgeber: René Schwachhofer und Wilhelm Tkaczyk, Verlag der Nation, Berlin
- 1969: Schnee auf dem Schornstein, literarische Reportagen, Mitteldeutscher Verlag, Halle/Saale
- 1971: Scheidungsprozess, Roman, Mitteldeutscher Verlag, Halle/Saale
- 1971: Kleine Gärten – große Leute, Komödie, gemeinsam mit Peter Gosse, Christoph Hamm, Joachim Nowotny und Hans Pfeiffer
- 1972: Der alte Zigeuner sowie Trompetensolo in: Das Wort Mensch – Ein Bild vom Menschen in deutschsprachigen Gedichten aus drei Jahrhunderten, Herausgeber: Bernd Jentzsch, Mitteldeutscher Verlag Halle
- 1973: Kommst du mit nach Madras, Komödie, Bühnenstück, Uraufführung: Städtische Bühnen Leipzig
- 1973: Die Frau aus dem anderen Haus in: Der Weltkutscher, Herausgeber: Fank Beer, Hinstorff, Rostock
- 1974: Leipziger Briefe in: Sachsen – Ein Reiseverführer, Herausgeben, Klaus Walther, Greifenverlag Rudolstadt, Seite 261
- 1974: Zwischenruf in: Welt im sozialistischen Gedicht – Poeten, Methoden, Aufbau-Verlag, Berlin, Seite 342
- 1974: Über sieben Brücken mußt du gehn, Erzählung, in: Hier und Heute, Paul List Verlag, Seite 89–116
- 1975: Der Schlüssel zur Welt, Erzählungen, Mitteldeutscher Verlag, Halle/Saale
- 1975: Chile – Gesang und Bericht, Anthologie, Mitherausgeber gemeinsam mit Thomas Billhardt, Mitteldeutscher Verlag, Halle/Saale
- 1976: Mein anderes Land: Zwei Reisen nach Vietnam, gemeinsam mit Rolf Floß, Mitteldeutscher Verlag, Halle/Saale
- 1976: Schornsteinbauer in: Die merkwürdige Verwandlung der Jenny K. –  Hörspiele, Herausgeber: Peter Gugisch, Henschelverlag Berlin
- 1977: Zwischenlandung in: Vor meinen Augen, hinter sieben Bergen – Gedichte vom Reisen, Herausgeber: Ulrich Berkes und Wulf Kirsten, Edition Neue Texte, Aufbau-Verlag, Berlin und Weimar
- 1978: Zwischenlandung in: Sieh, das ist unsere Zeit! – Lyrik für sozialistische. Festtage und Feierstunden, Herausgeber: Helmut Preißler, Verlag Tribüne 1978, Seite 621
- 1979: Kamenz – Die Lessing-Legende, mit Foto von Renate und Roger Rössing, Brockhausminiaturen, Edition Leipzig
- 1983: Über sieben Brücken mußt du gehn, Literarische Landschaften, Anthologie, Mitteldeutscher Verlag Leipzig und Halle/Saale
- 1986: Selbstermutigung in: Selbstermutigung : Erwägungen ums Schreiben Herausgeber: Rudolf Gehrke und Lothar Zschuckelt, Offizin Andersen Nexö, Leipzig
- 1986: Schichtwechsel in: Jetzt – 50 Geschichten vom Alltag, Herausgeber: Gerhard Rothbauer; Reclam-Verlag, Leipzig, Seite 29
- 1988: Das Auge der Schlange: Unwirkliche Geschichten, Mitherausgeber, gemeinsam mit Lothar Zschuckelt und Peter Gosse, Grafiken von Bernhard Heisig, Mitteldeutscher Verlag, Halle/Saale
- 1989: Banascheks Bilder in: Mein Ort – Erinnerungen, Entdeckungen, Sehnsüchte, Herausgeber: Walter Nowojski, Verlag Neues Leben, Berlin
- 1990: In memoriam Trude Richter in: Trude Richter, Totgesagt – Erinnerungen, Mitteldeutscher Verlag Halle
- 1993: Die kleinste Hochschule der Welt – Ein fiktiver Disput mit Friedrich Nietzsche über dessen These „daß Reden und Schreiben Künste sind, die nicht ohne sorgsame Anleitung und mühevollsten Lehrjahre erworben werden können“, Vortrag gehalten an der Hochschule für angewandte Kunst in Wien, in: Über die Lehr- und Lernbarkeit von Literatur, Herausgeber: Christian Ide Hintze und Dagmar Travner, Passagen Verlag Wien
- 1998: Wiedersehn nach Jahr und Tag, Erzählungen und Gedichte, mit acht Reproduktionen nach Rötelzeichnungen von Frank Ruddigkeit, Verlag Faber & Faber, Leipzig
- 2000: Nachgelassene Papiere in: Was ist das Bleibende? – Zwanzig Einmischungen von Schriftstellern und Literaturwissenschaftlern, Herausgeber: Peter Gosse, Roland Opitz und Klaus Werner, Edition Ost, Berlin, Seite 17
- 2001: Der Mann und sein Name – Von der Erzählung zum Film in: Anna Seghers – Studien und Diskussionsbeiträge, Redaktion: Alfred Klein, Horst Nalewski, Klaus Pezold, Rosa-Luxemburg-Stiftung Sachsen
- 2002: Wie die Blätter an den Baum kamen: Eine kleine Schöpfungsgeschichte. Der Gründer der Leipziger Blätter erzählt von den Anfangsjahren in: Leipziger Blätter, 2002, Nr. 40: Seiten I–VII
- 2004: Antigone anno jetzt in: Mythos Antigone – Texte von Sophokles bis Hochhuth, Herausgeber: Lutz Walther und Martina Hayo, Reclam Leipzig, Seite 98
- 2004: Ich-Gewinn, Welt-Gewinn in: Nachdenken über Leipzig, Connewitzer Verlagsbuchhandlung, Seite 76
- 2005: In der Deutschen Bücherei in: Mit einem Reh kommt Ilka ins Merkur – Leipziger Gedichte, Herausgeber: Frauke Hampel und Peter Hinke, Illustrationen: Thomas M. Müller, Connewitzer Verlagsbuchhandlung, Leipzig
- 2006: Gerhard Kurt Müller: Malerei, Skulpturen, Zeichnungen, Holzschnitte Vorwort, Verlag Faber & Faber, Leipzig
- 2008: Was soll nur werden, wenn ich nicht mehr bin?, Hundert Gedichte, Verlag Faber & Faber, Leipzig
- 2010: Die Beharrlichkeit des guten Geschmacks: Zum Zwanzigsten von Faber & Faber, in: Leipziger Blätter, 2010, Nr. 57, Seite 58–59
- 2013: Wer die Fuge liebt, der beweibt sich, Hundert Limericks,  Mit Illustrationen von Egbert Herfurth, Verlag Faber & Faber, Leipzig
- 2016: In der Deutschen Bücherei zu Leipzig in: Bibliotheken der Dichter – Eine Auswahl deutschsprachiger Bibliotheksgedichte vom 16. Jahrhundert bis in die Gegenwart, Herausgeber: Raymond Dittrich, Engelsdorfer Verlag, Leipzig

### Feature und Hörspiele
- 1969: Thierbach bei Belowo, Feature mit Hannjo Hasse und Hans Siewers, Regie: Karl-Heinz Drechsel, Rundfunk der DDR
- 1973: Sie hieß Tinh, Tinh heißt Liebe, Kurzhörspiel mit Carl-Hermann Risse, Monica Bielenstein, Friedrich Richter, Peter Groeger u. a., Komposition: Reiner Bredemeyer, Regie: Wolfgang Schonendorf, Rundfunk der DDR (auch in Jugoslawien und Polen)
- 1974: Schornsteinbauer, Hörspiel mit Hans-Joachim Hegewald, Fred Delmare, Friedhelm Eberle, Gert Gütschow u. v. a. Regie: Walter Niklaus, Rundfunk der DDR (auch in Polen, CSSR, UdSSR)[4][5]
- 1975: Mein lieber Emmes, Kurzhörspiel mit Annette Felber und Wolfgang Ostberg, Regie: Joachim Staritz, Rundfunk der DDR
- 1976: Alfons Köhler, Hörspiel mit Günter Grabbert, Marylu Poolman, Hans-Joachim Hegewald, Wolfgang Winkler u. v. a. Regie: Walter Niklaus, Rundfunk der DDR

### Fernsehen und Film
- 1961: Viele Wege führen zum Q, Berater, Kurz-Dokumentarfilm, Musik: Rolf Kuhl, Kamera: Georg Kilian, Regie: Gerhard Jentsch, DEFA-Studio für populärwissenschaftliche Filme (Potsdam-Babelsberg)
- 1973: Scheidungsprozess, Fernsehfilm mit Dieter Mann, Christine Schorn u. v. a., Kamera: Jürgen Heimlich, Regie: Lothar Bellag, Fernsehen der DDR (auch in BRD, Polen, Kuba sowie auch im Kino)
- 1977: Das Herz der Dinge, Fernsehfilm mit Jutta Wachowiak und Hanns-Jörn Weber, Kamera: Franz Ritschel, Regie: Hans Werner, Fernsehen der DDR
- 1978: Über sieben Brücken mußt du gehn, Fernsehfilm mit Viola Schweizer, Krystof Jedrysek, Walfriede Schmitt, Tadeusz Borowski, Kurt Goldstein, Bruno Carstens, Hilmar Baumann u. v. a., Kamera: Kurt Bobek, Regie: Hans Werner, Fernsehen der DDR, (auch in Polen, CSSR sowie auch im Kino)
- 1981: Wir stellen vor darin: Vergeblichkeit der Erinnerungen, vorgestellt von Klaus Walther, mit Karl Sturm, Erik S. Klein u. a., Regie: Norbert Büchner, Fernsehen der DDR
- 1983: Der Mann und sein Name, Spielfilm nach Anna Seghers mit Ulrich Mühe, Rolf Ludwig u. v. a., Kamera: Günter Eisinger, Regie: Vera Loebner, Fernsehen der DDR
- 1983: Alfons Köhler, Spielfilm mit Reimar Johannes Baur, Marianne Wünscher, Christine Schorn, Christian Grashof u. v. a., Kamera: Günter Jaeuthe, Regie: Peter Vogel, Fernsehen der DDR
- 1997: Tödlicher Galopp, Kriminalfilm der Reihe Tatort mit Peter Sodann, Bernd Michael Lade, Rolf Hoppe u. v. a., Kamera: Edwin Horak, Regie: Wolfgang Panzer, MDR

### Dokumentation
- Über sieben Brücken – ein DDR-Hit geht um die Welt. Feature von Gerhard Pötzsch, Ursendung: 6. Dezember 2014, MDR FIGARO/rbb kulturradio

## Zitat
„Erwartung - Eine Frau zum XXII. Parteitag
Kind, noch bist du nicht. Ich halte
dich mit meinem Leib umfangen.
Wie ein Saatkorn ist die Hoffnung
endlich in mir aufgegangen:
Dir erfüllen sich die Träume
jener, die ihr Leben gaben
für das unerlebte Glück:
Leben - ohne Angst zu haben.“

„Über sieben Brücken musst du gehn
Manchmal geh ich meine Straße ohne Blick,
manchmal wünsch ich mir mein Schaukelpferd zurück.
Manchmal bin ich ohne Rast und Ruh,
manchmal schließ ich alle Türen nach mir zu.

Manchmal ist mir kalt und manchmal heiß,
manchmal weiß ich nicht mehr was ich weiß.
Manchmal bin ich schon am Morgen müd,
und dann such ich Trost in einem Lied.

Über sieben Brücken musst du gehn,
sieben dunkle Jahre überstehn,
siebenmal wirst du die Asche sein,
aber einmal auch der helle Schein.

Manchmal scheint die Uhr des Lebens still zu stehn,
manchmal scheint man immer nur im Kreis zu gehn.
Manchmal ist man wie von Fernweh krank,
manchmal sitzt man still auf einer Bank.

Manchmal greift man nach der ganzen Welt,
manchmal meint man, dass der Glücksstern fällt.
Manchmal nimmt man, wo man lieber gibt,
manchmal hasst man das, was man doch liebt.

Über sieben Brücken musst du gehn...“

„Meine Damen und Herren – ich bin gebeten worden, über die Geschichte und über die Arbeitsweise des Institutes „Johannes R. Becher“ zu sprechen, und obwohl ich von 1961 bis 1964 an dieser „kleinsten Hochschule der Welt“ studiert habe und seit 1. März 1990 deren Direktor bin, war die Versuchung groß, das freundliche Angebot auszuschlagen.
Damit dies jetzt nicht als Unhöflichkeit empfunden wird, will ich eine Erklärung versuchen: Das Institut wurde am 30. September 1955 durch die Regierung der DDR gegründet und am 11. Dezember 1990 durch die Regierung des Freistaates Sachsen der sogenannten Abwicklung anheimgegeben. Abwicklung ist ein Terminus technicus des Liquidationsrechts, war im Dritten Reich eine beliebte Umschreibung für die Arisierung jüdischen Eigentums und bezeichnet zwei fürchterliche Vorgänge in einem: zunächst den, den er so einleuchtend ins Bild setzt, abwickeln, und außerdem den, der diesem juristisch noch vorgeschaltet ist, auflösen. Einem auf Bildlogik auch nur halbwegs geschulten Kopf, und Bild-Logik zu schulen, gehört durchaus zum Programm des Instituts, fällt natürlich schwer, sich vorzustellen, daß ein Aufgelöstes sich auch noch abwickeln lasse.
Ungeachtet dessen tun wir gegenwärtig nichts anderes bis daß der letzte Student im Juni 1993 das vorgesehene Studienziel erreicht haben wird. De jure gibt es uns nicht mehr, aber da facto leben wir noch und das ist besser als umgekehrt. Es ist eine psychologisch etwas schwierige Existenz, aber den Zusammenhang von Schizophrenie und Kreativität hat ja gerade ein Österreicher sehr Einleuchtendes herausgefunden.
Die Abwicklungsbegründung war zunächst ausschließlich politischer  Natur, ein Bündel ungeprüfter Vorurteile. Erst allmählich und sehr zögerlich ließ man sich in Dresden auf fachliche Diskussionen ein, und ich muß es dem sächsischen Staatsminister für Wissenschaft und Kunst, von Haus aus Anglist, hoch anrechnen, daß er seine ursprüngliche Skepsis gegenüber dem Nutzen einer Kunsthochschule für angehende Autoren jetzt soweit abgewickelt hat, daß es Autorenausbildung auch weiterhin geben wird, wenn auch nicht an einer selbstständigen Hochschule, sondern an einem relativ selbstständigen Institut der Universität Leipzig.“

## Auszeichnungen
- 1971: Kunstpreis der Stadt Leipzig – im Kollektiv
- 1978: Kunstpreis der Stadt Leipzig
- 2016: Friedenstein-Preis der Stadt Gotha – zusammen mit der Gruppe Karat und Komponist Ulrich "Ed" Swillms[6]